# Giovanni Parodi
Giovanni Parodi (Acqui Terme, 4 agosto 1889 – Torino, 16 dicembre 1962) è stato un politico, sindacalista e operaio italiano.

## Biografia

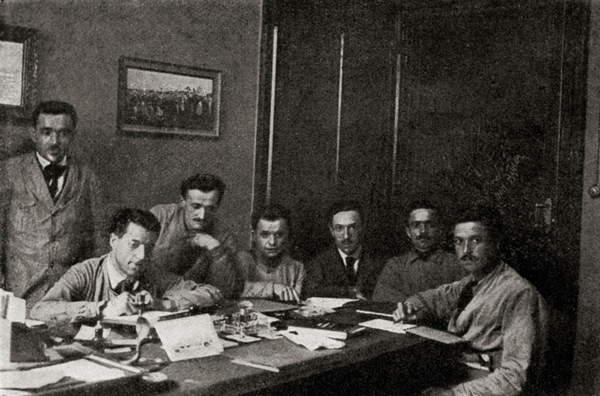
Giovanni Parodi seduto alla scrivania di Agnelli durante l'occupazione della FIAT del 1920

Nato da una famiglia operaia, cominciò a lavorare subito dopo aver concluso gli studi elementari. Trasferitosi con la famiglia a Torino nel 1905, si iscrisse al Partito socialista e fu membro della direzione della FIOM. Tornato dalla guerra, nel 1919 fu assunto alla FIAT e fu delegato al XVI Congresso socialista di Bologna, appartenente alla corrente astensionista di Bordiga. Nel settembre 1920 fu uno dei protagonisti delle lotte operaie e dell'occupazione della FIAT. Partecipò nel gennaio 1921 al XVII Congresso socialista di Livorno per la frazione comunista, che vide la nascita del Partito comunista, divenendone membro del Comitato centrale.
Con l'avvento del fascismo, emigrò in Unione Sovietica e si avvicinò alle posizioni di Gramsci, collaborando a L'Ordine Nuovo e a l'Unità. Rientrato in Italia per organizzare l'attività clandestina del Partito comunista, fu arrestato nel 1927 e condannato dal Tribunale Speciale Fascista a 21 anni di carcere. Amnistiato nel 1937 ma soggetto a libertà vigilata, fuggì in Francia dove continuò la sua attività politica presso il Centro estero comunista. Arrestato nel 1940 dalla polizia di Vichy, evase dal campo di prigionia nel 1941, continuando il lavoro politico clandestino.
Tornato in Italia alla caduta del fascismo, combatté in Liguria la guerra partigiana. Segretario della federazione comunista genovese, fu tra i capi dell'insurrezione della città contro i tedeschi nel 1945. Nel dopoguerra fu membro del Comitato centrale del PCI e poi Segretario generale della FIOM.